# Artifact
Artifact je digitální sběratelská karetní hra od studia Valve Corporation. Hra byla vydána 28. listopadu 2018 pro Windows, macOS a Linux. V roce 2019 vyšla pro zařízení se systémy Android a iOS. Obsahem a zčásti i herními principy se hra řadí do universa jiné hry od Valve, a to do Doty 2.

## Herní princip
Hra je založená na 1vs1 soubojích. Bitva probíhá na 3 bitevních stanovištích zároveň, hráči se snaží zničit protivníkovu věž udělováním poškození pomocí svých karet. Každý hráč disponuje balíkem nejméně 40 karet, který musí obsahovat 5 hrdinů. Na začátku hry proběhne rozřazení hrdinů na 3 bojiště. Všechny karty jsou rozdělené na 4 barvy, k jejich zahrání je nutné míti na bojišti hrdinu dané barvy. Bojiště mají svoji vlastní manu, kterou hráč potřebuje na zahání karet. Hra končí pokud jeden z hráčů zničí 2 protivníkovi věže.